# Elaiza
Le Elaiza sono un gruppo musicale tedesco. Hanno rappresentato la Germania all'Eurovision Song Contest 2014 tenutosi a Copenaghen, in Danimarca, con la canzone Is It Right.

## Storia del gruppo
La front-woman del gruppo è Ela (Elżbieta Steinmetz), a cui fa riferimento il nome del gruppo. Ela, nata nel 1992 in Ucraina e di origine polacca e ucraina, lavora nel campo della musica dall'età di 16 anni a Berlino. Nei primi mesi del 2013 fonda il gruppo Elaiza con Yvonne Grünwald (fisarmonica) e Natalie Plöger (contrabbasso). Nel 2014 il gruppo vince le selezioni interne e partecipa all'Eurovision Song Contest 2014 a Copenaghen con il brano Is It Right (#4 Media Control Charts).

## Discografia

### Album
- 2014 - Gallery
- 2016 - Restless

### Singoli
- 2014 - Fight Against Myself
- 2014 - Is It Right
- 2014 - I Don't Love You
- 2016 - Hurricane
- 2016 - Real